# Таємниця «Чорних дроздів»
«Таємниця „Чорних дроздів“» (рос. «Тайна „Чёрных дроздов“») — радянський художній фільм 1983 року, детектив. Знятий за романом Агати Крісті «Кишеня, повна жита» (1953).

## Сюжет
За загадкових обставин отруєний промисловець-мільйонер. Потім убивають його дружину й покоївку. Під підозрою опиняються всі члени сімейства. Інспектору Нілу і міс Марпл треба не тільки визначити вбивцю, а й довести його провину.

## У ролях
- Іта Евер — міс Марпл
- Володимир Сєдов — інспектор Ніл
- Всеволод Санаєв — Джордж Фортеск'ю
- Любов Поліщук — Адель Фортеск'ю
- Юрій Бєляєв — Персіваль Фортеск'ю
- Олена Санаєва — Дженніфер Фортеск'ю
- Андрей Харітонов — Ланс Фортеск'ю
- Наталія Данілова — Пет Фортескью
- Олена Івочкіна — Елейн Фортеск'ю
- Ельза Радзиня — Еффі Рамсботтом
- Олександр Пятков — сержант Хей
- Алла Чернова — Мері Доу, домоправителька
- Ірина Мазуркевич — Гледіс Мартін
- Борис Новиков — дворецький Кремп
- Тамара Носова — місіс Кремп
- Владимир Зельдін — комісар поліції
- Марія Барабанова — місіс Мак-Кензі
- Лембіт Ульфсак — Джеральд Райт
- Юрій Мороз — Вівіан Дюбуа
- Ніна Агапова — місіс Гріффіт
- Вероніка Ізотова — міс Гровнер
- Світлана Немоляєва — господиня пансіонату Доллі Сміт
- Ерменгельд Коновалов — садівник Стін
- Володимир Востриков — професор Бернсдорф
- Урмас Кібуспуу — доктор Томпсон
- Ааре Лаанеметс — кореспондент
- Микола Маковський — полісмен
- Дар'я Дербеньова — дівчинка з собакою
- Аарне-Маті Юкскюла — епізод

## Знімальна група
- Режисер-постановник:  Вадим Дербеньов
- Автори сценарію:  Валентина Колодяжна, Єлизавета Смирнова
- Оператор-постановник:  Микола Немоляєв
- Художник-постановник:  Давид Виницький
- Композитор:  Віктор Бабушкін
- Звукооператор:  Рем Собінов
- Диригент:  Костянтин Кримець
- Режисер:  Арнольд Ідес
- Оператор: Юрій Уланов
- Костюми: Світлана Башликова
- Редактор:  Ізраїль Цізин
- Директор: Борис Гостинський